# Apate
Apate er datter af Nyx i den græske mytologi. Apate var personifikationen af bedrag. Hun var en af de onde ånder i Pandoras æske. I den romerske mytologi er hun Fraus.
| Mytologi | Spire Denne artikel om mytologi er en spire som bør udbygges. Du er velkommen til at hjælpe Wikipedia ved at udvide den. |